# Llúcera
La maire, bacallaret, abadeget, lluça, llúcera, mare de lluç, tabanc o peix rei (Menorca) i figa mascle (Alguer) (Micromesistius poutassou) és una espècie de peix teleosti pertanyent a la família dels gàdids i a l'ordre dels gadiformes. El nom popular català "mare de lluç" ve de l'antiga creença que aquest peix era realment la progenitora del lluç.

## Morfologia

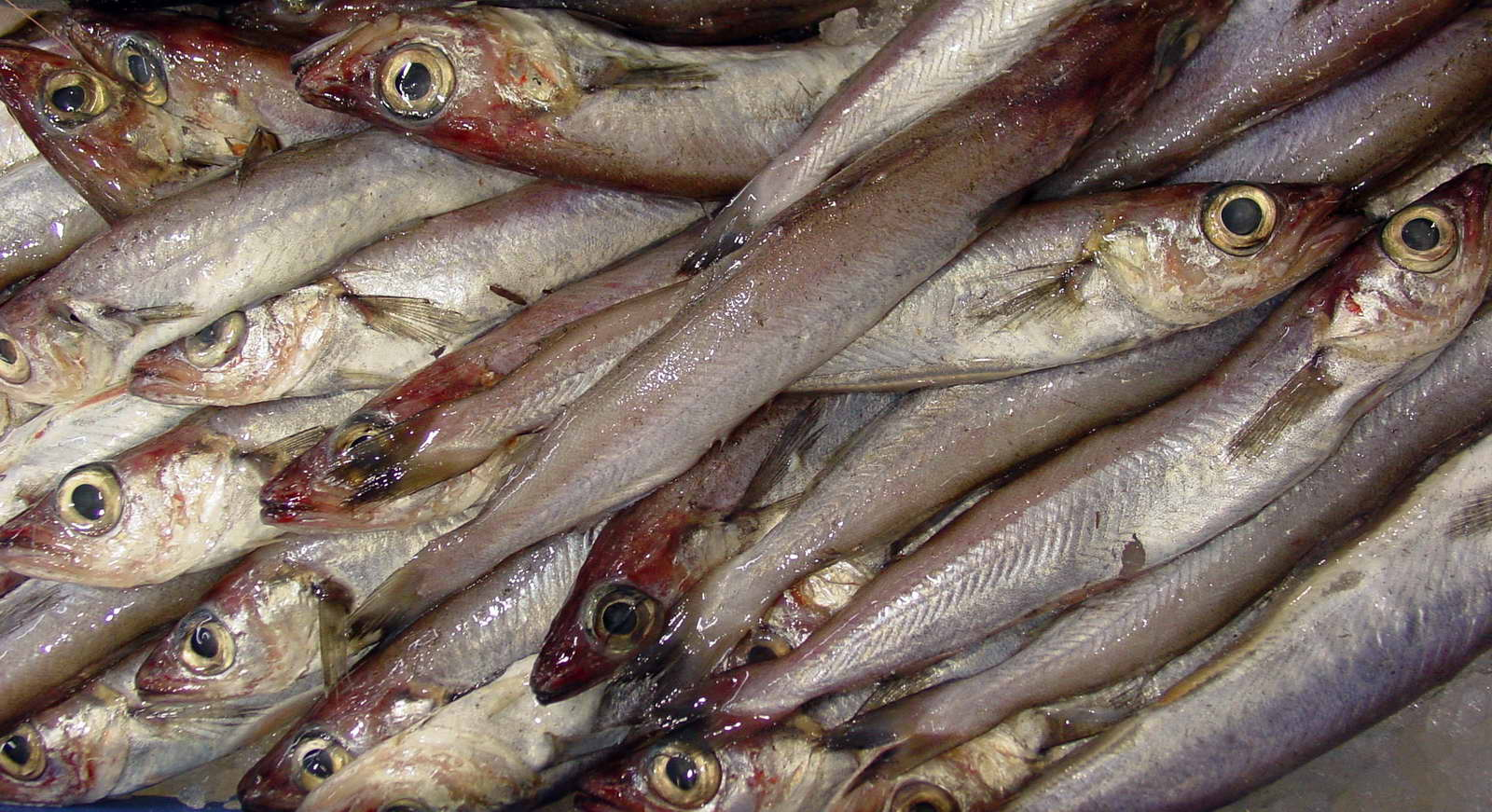
Bacallarets

Pot assolir 50 cm de llargària màxima i 830 g de pes. Té el cos fusiforme, una mica comprimit i cobert de petites escates. Els ulls són grossos i rodons. No presenta cap barba sota la mandíbula inferior. Té tres aletes dorsals separades i de color metal·litzat. La primera i la segona dorsals són triangulars. La distància entre la segona i la tercera dorsals és major que entre la primera i la segona. La primera anal és bastant llarga i comença abans de la primera dorsal. La caudal és còncava. Les pelvianes i les pectorals són petites. Té també dues aletes anals. El dors és de color gris amb tons marrons o blavosos. El ventre és blanc. A l'opercle i a la base de les pectorals té una taca negra que no sempre és visible.

## Ecologia
Apareix a la Mar Mediterrània fins a la mar Egea, a l'Atlàntic nord-oriental (des del Mar de Barentsz fins a l'estret de Gibraltar, incloent-hi Islàndia i l'est de Noruega) i a l'Atlàntic nord-occidental (des del sud de Groenlàndia fins al sud-est del Canadà i el nord-est dels Estats Units).
Viu a fons profunds i sorrencs. És una espècie batipelàgica que es troba entre els 150-3.000 m de fondària, tot i que és més normal trobar-la entre els 300 i els 400.
La fresa té lloc entre els mesos de març i abril a una fondària de devers 1.000 m. Els ous són pelàgics.
Menja petits crustacis i peixos en fase juvenil (ambdós de vida pelàgica). Els exemplars més grossos també es nodreixen de cefalòpodes.
Té una longevitat de 20 anys. Forma moles molt nombroses. Fa migracions diàries verticals: caça, preferentment, de nit a prop de la superfície i, durant el dia, roman a prop del fons.

## Usos
Es pesca amb arts d'arrossegament entre 200 i 500 metres. Els exemplars més grossos es poden pescar amb palangres. La seva carn és blanca i delicada com la d'aquest, però la seva reputació és menor a causa del fet que la mare del lluç és fàcilment alterable i de difícil conservació i cocció. Es comercialitza fresca, congelada i com a aliment per a peixos de piscifactories i d'aquari.
Els pescadors recomanen trencar l'espina de la mare de lluç, simplement doblegant el peix fins a notar la trencadissa, abans de fregir-la per evitar que la seva carn es desenganxi. La seva temporada és al febrer.